# Hydrodendron cornucopiae
Hydrodendron cornucopiae is een hydroïdpoliep uit de familie Haleciidae. De poliep komt uit het geslacht Hydrodendron. Hydrodendron cornucopiae werd in 1955 voor het eerst wetenschappelijk beschreven door Millard. 